# Peruánská fotbalová reprezentace
Peruánská fotbalová reprezentace reprezentuje Peru na mezinárodních fotbalových akcích, jako je mistrovství světa nebo Copa América.

## Mistrovství světa
Seznam zápasů peruánské fotbalové reprezentace na MS
| Rok    | Účast                                           | Soupisky |
| ------ | ----------------------------------------------- | -------- |
| 1930   | nepostoupili ze skupiny                         | Soupiska |
| 1934   | Odhlášeni                                       |          |
| 1938   | Bez účasti                                      |          |
| 1950   | Odhlášeni                                       |          |
| 1954   | Odhlášeni                                       |          |
| 1958   | Nepostoupili z kvalifikace                      |          |
| 1962   | Nepostoupili z kvalifikace                      |          |
| 1966   | Nepostoupili z kvalifikace                      |          |
| 1970   | Vyřazeni ve čtvrtfinále Brazílií                | Soupiska |
| 1974   | Nepostoupili z kvalifikace                      |          |
| 1978   | 2. skupina                                      | Soupiska |
| 1982   | nepostoupili ze skupiny                         | Soupiska |
| 1986   | Nepostoupili z kvalifikace                      |          |
| 1990   | Nepostoupili z kvalifikace                      |          |
| 1994   | Nepostoupili z kvalifikace                      |          |
| 1998   | Nepostoupili z kvalifikace                      |          |
| 2002   | Nepostoupili z kvalifikace                      |          |
| 2006   | Nepostoupili z kvalifikace                      |          |
| 2010   | Nepostoupili z kvalifikace                      |          |
| 2014   | Nepostoupili z kvalifikace                      |          |
| 2018   | nepostoupili ze skupiny                         | Soupiska |
| 2022   | Nepostoupili z kvalifikace                      |          |
| Celkem | Účast – 5× Zlato – 0×, Stříbro – 0×, Bronz – 0× |          |

- Copa América (2×)

 1939, 1975
  
  1927, 1935, 1949, 1955, 1979, 1983, 2011, 2015